# Élections sénatoriales de 2004 dans les Deux-Sèvres
Les élections sénatoriales dans les Deux-Sèvres ont eu lieu le dimanche 26 septembre 2004. Elles ont eu pour but d'élire les sénateurs représentant le département au Sénat pour un mandat de dix ans.

## Contexte départemental
Lors des élections sénatoriales du 24 septembre 1995 dans les Deux-Sèvres, deux sénateurs UDF ont été élus, Michel Bécot et André Dulait.
Depuis, tous les effectifs du collège électoral des grands électeurs ont été renouvelés, avec les élections législatives françaises de 2002, les élections régionales françaises de 2004, les élections cantonales de 2001 et 2004 et les élections municipales françaises de 2001.

## Sénateurs sortants
| Sénateur | Sénateur     | Parti | Fonctions lors de l'élection en 1995 |
| -------- | ------------ | ----- | ------------------------------------ |
|          | Michel Bécot | UMP   | Maire de Moncoutant                  |
|          | André Dulait | UMP   | Président du conseil général         |

## Présentation des candidats et des suppléants
Les nouveaux représentants sont élus pour une législature de dix ans au suffrage universel indirect par les 1072 grands électeurs du département. Dans les Deux-Sèvres, les sénateurs sont élus au scrutin majoritaire à deux tours. Leur nombre reste inchangé, deux sénateurs sont à élire. Ils sont dix candidats dans le département, chacun avec un suppléant.
| T/S | Candidats | Candidats                 | Parti | Principale fonction                                                      |
| --- | --------- | ------------------------- | ----- | ------------------------------------------------------------------------ |
| T   |           | Jeanine Zeekaff           | PCF   |                                                                          |
| S   |           |                           | PCF   |                                                                          |
| T   |           | Norbert Béalu             | Verts |                                                                          |
| S   |           |                           | Verts |                                                                          |
| T   |           | Nicolle Gravat            | Verts |                                                                          |
| S   |           |                           | Verts |                                                                          |
| T   |           | Françoise Bély            | PS    |                                                                          |
| S   |           |                           | PS    |                                                                          |
| T   |           | Jean-Luc Drapeau          | PS    | Conseiller général, maire d'Azay-le-Brûlé                                |
| S   |           |                           | PS    |                                                                          |
| T   |           | Jacques Brossard          | UDF   |                                                                          |
| S   |           |                           | UDF   |                                                                          |
| T   |           | Simone Gendreau-Donnefort | UDF   |                                                                          |
| S   |           |                           | UDF   |                                                                          |
| T   |           | Michel Bécot              | UMP   | Sénateur sortant, président de la CC Terre de Sèvre, maire de Moncoutant |
| S   |           |                           | UMP   |                                                                          |
| T   |           | André Dulait              | UMP   | Sénateur sortant, maire de Ménigoute                                     |
| S   |           |                           | UMP   |                                                                          |
| T   |           | Jean-Romée Charbonneau    | FN    |                                                                          |
| S   |           |                           | FN    |                                                                          |

## Résultats
| Candidat et parti politique | Candidat et parti politique | Candidat et parti politique | Premier tour | Premier tour | Second tour | Second tour |
| Candidat et parti politique | Candidat et parti politique | Candidat et parti politique | Voix         | %            | Voix        | %           |
| --------------------------- | --------------------------- | --------------------------- | ------------ | ------------ | ----------- | ----------- |
|                             | Michel Bécot                | UMP                         | 492          | 46,64        | 607         | 57,37       |
|                             | André Dulait                | UMP                         | 480          | 45,50        | 606         | 57,28       |
|                             | Jean-Luc Drapeau            | PS                          | 349          | 33,08        | 449         | 42,44       |
|                             | Françoise Bély              | PS                          | 298          | 28,25        | 426         | 40,26       |
|                             | Jacques Brossard            | UDF                         | 133          | 12,61        | Retrait     | Retrait     |
|                             | Simone Gendreau-Donnefort   | UDF                         | 109          | 10,33        | Retrait     | Retrait     |
|                             | Norbert Béalu               | Verts                       | 42           | 3,98         | Retrait     | Retrait     |
|                             | Nicolle Gravat              | Verts                       | 34           | 3,22         | Retrait     | Retrait     |
|                             | Jeanine Zeekaff             | PCF                         | 24           | 2,27         | Retrait     | Retrait     |
|                             | Jean-Romée Charbonneau      | FN                          | 5            | 0,47         | 0           | 0,00        |
|                             |                             |                             |              |              |             |             |
| Inscrits                    | Inscrits                    | Inscrits                    | 1 072        | 100,00       | 1 072       | 100,00      |
| Abstentions                 | Abstentions                 | Abstentions                 | 9            | 0,84         | 5           | 0,47        |
| Votants                     | Votants                     | Votants                     | 1 063        | 99,16        | 1 067       | 99,53       |
| Blancs et nuls              | Blancs et nuls              | Blancs et nuls              | 8            | 0,75         | 9           | 0,84        |
| Exprimés                    | Exprimés                    | Exprimés                    | 1 055        | 99,25        | 1 058       | 99,16       |